# Zabalius verruculosus
Zabalius verruculosus är en insektsart som först beskrevs av Francois Jules Pictet de la Rive och Henri Saussure 1892.  Zabalius verruculosus ingår i släktet Zabalius och familjen vårtbitare. Inga underarter finns listade i Catalogue of Life.